# کاتین (فیلم)
کاتین (به لهستانی: Katyń) فیلمی لهستانی به کارگردانی آندری وایدا است که در سال ۲۰۰۷ منتشر شد. این فیلم فاجعه‌ای که حدوداً در سال ۱۹۴۰ چندین هزار نفر از افسران ارتش لهستان به دستور استالین و توسط ارتش سرخ شوروی در جنگل‌های کاتین کشته شدند و تا ۳ سال گور جمعی آنها یافت نشد را به تصویر می‌کشد.

این فیلم در هشتادمین دوره جوایز اسکار، نامزد جایزه اسکار بهترین فیلم بین‌المللی شده بود.
پدر آندژی وایدا نیز یکی از قربانیان کاتین بود.

## بازیگران
- مایا اوشتاشفسکا
- دانوتا استنکا
- آرتور ژمیفسکی
- پاوئو ماواشینسکی
- آندژی خیرا
- استانیسواوا تسلینسکا
- مایا کوموروفسکا
- کشیشتف گلوبیش
- باربارا کوژای
- لئون خارِویچ
- آگنیشکا کاویورسکا
- آنا رادوان
- ویکتوریا گونشیفسکا
- آنتونی پاولیتسکی
- لشک پیسکورش
- استانیسواف برودنی
- آندژی شنایخ
- یان انگلرت
- تادئوش وویتیخ
- ووادیسواف کووالسکی
- کشیشتف کلبرگر
- کریستینا زاخفاتوویچ
- اولگیرد ووکاشِـویچ
- ماچئی میکووایچیک
- سرگئی گارماش
- ماگدالنا چلتسکا
- یاتسک براچیاک
- باربارا کوژای
- آگنیشکا کاویورسکا
- والدمار چیشاک
- ویسواف وویچیک
- یاکوب پشبیندوفسکی
- آگنیشگا گلینسکا